# Souain-Perthes-lès-Hurlus

Souain-Perthes-lès-Hurlus este o comună în departamentul Marne, Franța. În 2009 avea o populație de 207 de locuitori.